# Haáz Ferenc (labdarúgó)
Haáz Ferenc (Gerjen, 1966. február 12. –) magyar labdarúgó, sportvezető.

## Pályafutása
A Paksi SE-ben lett iagzolt játékos. Utánpótlás játékosként szerepelt még a Gerjen, a Szent István Gimnázium és a Ferencváros csapatában. 1984-ben tagja volt az ifi Eb nyertes válogatottnak. Az NB I-ben ugyanebben az évben mutatkozott be az FTC színeiben. Sorkatonai szolgálata alatt az Újpest játékosa lett, de kevés lehetőséghez jutott. Innen a Budafokhoz igazolt. Pályafutása során sokszor volt sérült, emiatt fiatalon fejezte be a sportolást.
Ezt követően a Százhalombattánál lett technikai vezető, majd ügyvezető. 1999 nyarától egy szezonon keresztül az NB II-es Paks edzője volt, majd nyolc éven át a Ferencváros technikai vezetője volt. A későbbiekben a Százhalombatta klubtitkára és az Ercsi utánpótlás edzője lett. 2009-től ismét az FTC technikai vezetőjeként dolgozik.